# Geschiedenis van Oost-Vlaanderen

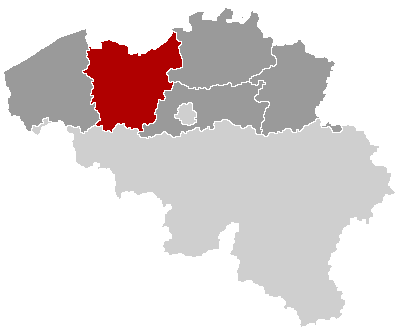
De provincie Oost-Vlaanderen in België

Dit artikel behandelt de geschiedenis van de Belgische provincie Oost-Vlaanderen.

## Etymologie
Vlaanderen, Vlaming en Vlaams zijn afgeleid van flâm, een Ingveoonse vorm van het Germaanse flauma en dit betekent "overstroomd gebied". Deze etymologie lijkt de enige die taalkundig mogelijk is en klopt geografisch uitstekend. Deze betekenis is zeer toepasselijk voor het Vlaamse kustgebied dat tussen de 3e en de 8e eeuw tweemaal per dag overstroomde door de Noordzee.

## Voorhistorie - geschiedenis van de Schelde
De belangrijkste rivier in Oost-Vlaanderen is de Schelde, en de geschiedenis van deze rivier speelt een rol in de geschiedenis en het landschap van deze provincie.
De Schelde is al zeer lang van grote commerciële en strategische betekenis.
Zoals veel rivieren tijdens de ijstijd liep de Schelde omstreeks 30.000 jaar geleden in noordoostelijke richting via het huidige Gent. Daar mondde de Rupel uit in de Schelde. Lange tijd werd gedacht dat zij vandaar samen naar het noordwesten stroomden, waar ze ter hoogte van de Doggersbank in zee stroomden. In werkelijkheid bogen ze samen met de Rijn en de Theems af naar het zuiden door het Nauw van Calais en vervolgens door de nog grotendeels droog liggende bodem van Het Kanaal. De zuidelijke Noordzee was in die tijd een droge vallei.
Ongeveer 15.000 jaar geleden, aan het einde van het Weichselien, trok het ijs zich terug en bleven er zandbanken en opgewaaide zandruggen achter. Dit was onder meer de zandrug van Zandig Vlaanderen, die ten zuiden van Brugge loopt en via het noorden van Gent naar het Land van Waas. Rivieren werden gedwongen andere wegen te zoeken naar zee. De Schelde volgde nog zijn eigen weg naar zee ter hoogte van Zeebrugge, maar de Rupel boog ten zuiden van Antwerpen af naar het noorden en stroomde langs het huidige Antwerpen, Bergen op Zoom en Rotterdam, samen met de Rijn naar de zee.
Zo'n 8.000 jaar geleden dwongen zandafzettingen in het gebied tussen Gent en Zeebrugge de Schelde een richting te zoeken naar het oosten. Hier stroomde de Schelde in de vroegere bedding van de Rupel naar zee. Ongeveer 5.000 jaar geleden steeg de zeespiegel en drong de zee zover landinwaarts dat deze ter hoogte van Bergen op Zoom doorbrak naar de Schelde. Zo werd de Oosterschelde gevormd. De Westerschelde was toen nog een smalle inham, de Sincfal, die in de loop van de eeuwen steeds verder landinwaarts kwam. In de 10e eeuw brak ook hier het laatste stukje door, via de Honte naar de Schelde, en vormde op dat moment de Westerschelde.
Voor het huidige stroomgebied, zie stroomgebied van de Schelde.

## Menapiërs en Nerviërs
Oost-Vlaanderen was het vroegere gebied van de Menapiërs, wier territorium toentertijd nog gelegen was aan de Noordzee. Het gebied tussen Schelde en Dender behoorde echter tot het land der Nerviërs. De Nerviërs woonden tussen de Schelde en de Dijle.

## Romeinse Rijk
De vroegere nederzettingen van de Menapii werden omgevormd naar kleine dorpjes, zoals Sint-Martens-Latem, dat vandaag de dag nog steeds bestaat. Enkele Romeinse vici die met de tijd steeds meer en meer geromaniseerd werden waren onder andere Cortoriacum (het huidige Kortrijk), Kruishoutem en ook de streek rond Gent.

## Vlaanderengouw
De Vlaanderengouw of Pagus Flandrensis was - na de overname uit handen van de Romeinen - sinds de vierde eeuw een Frankische gouw rond de stad Brugge tussen de IJzer en het Zwin met de stadjes Torhout, Gistel en Oudenburg. Meerdere Romeinse pogingen om zich van de (Salische) Franken te ontdoen, hadden gefaald, en in 358 deed Julianus, de latere keizer Julianus Apostata, aan de Franken afstand van het gebied dat tegenwoordig Vlaanderen en Zuid-Nederland vormt (Toxandrië) als foederati (aan de Romeinen verbondenen). Uit de Vlaanderengouw groeide het graafschap Vlaanderen, waarvan Boudewijn I (bijgenaamd Boudewijn met de ijzeren arm) in 862 de eerste graaf werd.

## Frankische Rijk
Het Frankische Rijk was een gebied dat door de Franken werd bestuurd tussen de 3e en de 10e eeuw en al snel uitgroeide tot een grootmacht.
De Franken waren oorspronkelijk een verzameling van Germaanse stammen ten noorden en oosten van de Nederrijn die vanaf 257 Romeins grondgebied binnenvielen.

## Verdrag van Verdun

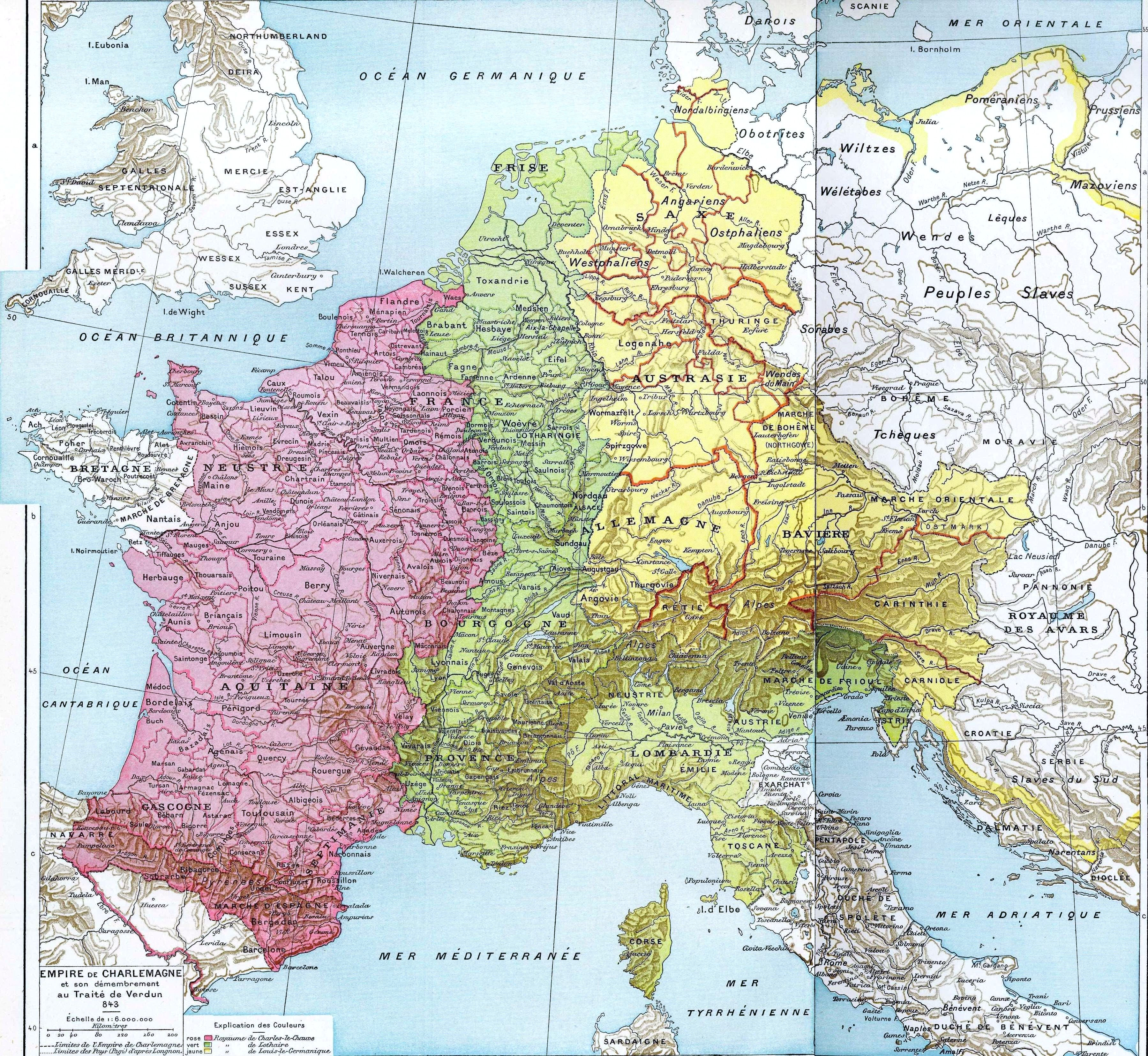
Verdeling van het Frankische Rijk bij het Verdrag van Verdun (843):
Karel de Kale (West-Francië)
Lotharius I (Midden-Francië)
Lodewijk de Duitser (Oost-Francië)

Na de dood van Lodewijk de Vrome in 840 werd met het verdrag van Verdun in augustus 843 het Frankische Rijk in drie ongeveer gelijke delen verdeeld werd over zijn drie overlevende zonen:
- Karel de Kale kreeg West-Francië, het latere Franse koninkrijk.
- Lotharius, de oudste, kreeg Midden-Francië, daaronder Lotharingen met de latere Nederlanden.
- Lodewijk de Duitser kreeg Oost-Francië, het latere Duitse rijk.

De rijksgrens liep voornamelijk langs rivieren. Zo vormden de Schelde, de Maas, de Saône en de Rhône de grens tussen Lotharingen en het Franse koninkrijk. De Rijn vormde de grens tussen Lotharingen en het Duitse rijk.
Dit betekent dat Oost-Vlaanderen op dat ogenblik in twee gesplitst was. De Schelde vormde de rijksgrens tussen het Franse koninkrijk aan de linkeroever en Lotharingen aan de rechteroever.

## Vikingen
De Vikingen gebruikten in de 9e eeuw de Schelde als toegangspoort tot de Lage Landen.

## Graafschap Vlaanderen

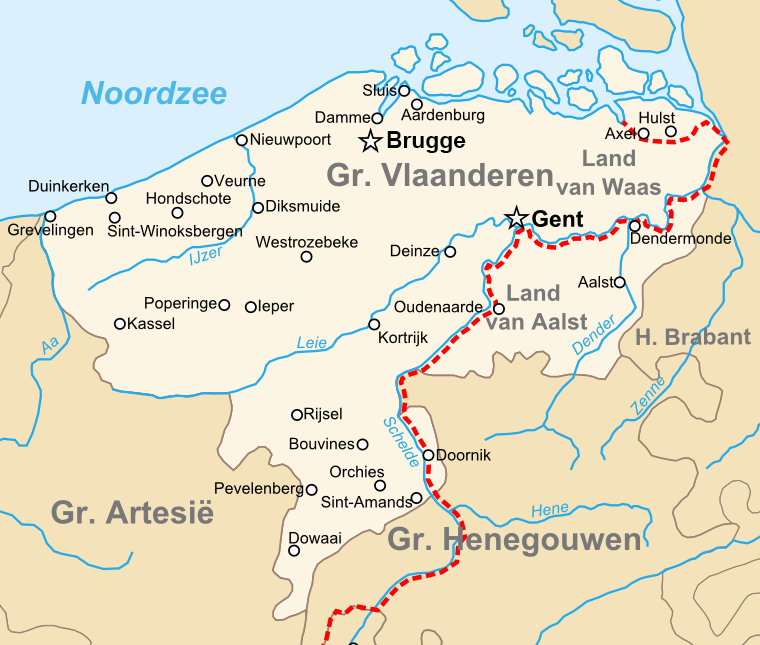
Topografische kaart van het graafschap Vlaanderen met de grens van het Heilige Roomse Rijk in het rood. Rijks-Vlaanderen lag ten oosten van deze grens.

Het graafschap Vlaanderen is een historisch gebied dat deel uitmaakte van de Nederlanden. Het graafschap bestond van 862 tot 1795.
Vlaanderen behoorde als enig gewest van de Lage Landen door het Verdrag van Verdun tot West-Francië, het was een tweetalig graafschap.

## Provinciehoofdstad Gent
Gent ontstond uit Keltische woonkernen in het gebied van de samenvloeiing van de Leie en de Schelde.
In de middeleeuwen groeide Gent onder impuls van een bloeiende wolnijverheid uit tot een van de grootste steden van Europa. Ook de vlas- en linnennijverheid en het stapelrecht op graan dat Gent verwierf droegen aanzienlijk bij tot haar welvaart.
In het Hof ten Walle, het latere Prinsenhof, werd op 24 februari 1500 de latere keizer Karel V geboren.
Na een korte calvinistische periode kende de stad een zeker verval dat pas keerde tegen het einde van de 18e eeuw, toen de katoennijverheid Gent tot een van de eerste industriesteden van het Europese vasteland maakte.
In Gent werden ook de Pacificatie van Gent (1576) en de Vrede van Gent (1814) ondertekend.

## Middeleeuwen
Na de delingen van het Karolingische Rijk in 843 en 872 werd de Schelde de grens tussen het Oost- en het Westrijk. Bij de verdeling van het Frankische rijk in de 9e eeuw kwam het gebied ten westen van de Schelde aan West-Francië, terwijl de gouw Brabant, ten oosten van de Schelde, Lotharingisch werd.
Nochtans verwierven de Vlaamse graven Ename aan de overzijde van de Schelde, een dorp dat goed op weg was in plaats van het nabije Oudenaarde uit te groeien tot een stad. De vijandigheden tussen beide rijken werden geaccentueerd door de verwoesting in 1054. Toch zou de rivier in theorie tot 1528 de grens tussen het Franse Koninkrijk en het Heilige Roomse Rijk blijven.
Na de verdeling van Lotharingen kwam de volledige gouw Brabant aan Oost-Francië. Pas in de 11e eeuw veroverde de graaf van Vlaanderen het land tussen Schelde en Dender. Zo ontstond Rijks-Vlaanderen.

## Slag bij Gavere
Oost-Vlaanderen was het toneel van diverse veldslagen, waarvan sommige beslissend. Dit zien we bijvoorbeeld met de Slag bij Gavere.
Deze Slag was de beslissende slag in de Gentse Opstand (1449-1453), waarbij de Gentse milities vernietigend werden verslagen door de hertog van Bourgondië, Filips de Goede.
Na deze slag onderwierp Gent zich door de ondertekening van de Vrede van Gavere aan de hertog van Bourgondië.

## Slag bij Oudenaarde
Een andere veldslag in Oost-Vlaanderen was de Slag bij Oudenaarde.
Het strategisch belang van de Schelde en het belang van oversteekpunten over deze rivier komen in deze slag tot uiting.
De Slag bij Oudenaarde was een belangrijke veldslag tijdens de Spaanse Successieoorlog. De slag vond plaats op 11 juli 1708 in de omgeving van Oudenaarde in de toenmalige Spaanse Nederlanden.

## Verenigd Koninkrijk der Nederlanden
In 1795 werd, na de verovering door Frankrijk, het Scheldedepartement (Escaut) gevormd. Na de geallieerde bevrijding van 1815 werd dit de basis van de Nederlandse provincie Oost-Vlaanderen, waarvan echter Zeeuws-Vlaanderen, dat ook tot dit departement behoorde, weer werd afgescheiden en toegevoegd aan de provincie Zeeland.

## Belgische Omwenteling
In 1830 werd dit de Belgische provincie Oost-Vlaanderen. Tot halfweg de 19e eeuw was Oost-Vlaanderen naar inwonertal de grootste provincie, daarna voorbijgestoken door het toenmalige Brabant, en Antwerpen en tijdelijk ook door Henegouwen.

## Begin 20ste eeuw
In 1923 werden de gemeenten Burcht en Zwijndrecht overgeheveld naar de provincie Antwerpen.

## Eerste en Tweede Wereldoorlog
Tijdens de Eerste en Tweede Wereldoorlogen werd de strategische betekenis van de Schelde, en vooral: van de oversteekpunten over deze rivier, in de provincie Oost-Vlaanderen nog eens zwaar onderlijnd.
Zo is de Ohiobrug, in de volksmond Buffalobrug genoemd, tussen Eine en Nederename hier een illustratie van.
Vóór de Eerste Wereldoorlog verbond een stalen brug over de Schelde Eine met Nederename. Tijdens de Eerste Wereldoorlog werd de brug in 1914 opgeblazen door het Belgisch leger om de Duitse aanval te vertragen.
Na hun doorbraak in 1914 trokken de Duitsers vrij spoedig een houten noodbrug op, die door hen werd vernietigd in oktober 1918 om de laatste geallieerde opmars voor de Schelde te stuiten.
Begin november 1918, tijdens de Slag aan de Schelde, bereikte het geallieerde tegenoffensief de Schelde. Ter hoogte van de Ohiobrug zorgde de Franse genie toen voor het materieel, terwijl gelijkwaardige eenheden van de Amerikaanse 37th Division American Expeditionary Force (A.E.F.) een tijdelijke pontonbrug bouwden, waarvan het middelste stuk telkens moest worden weggetrokken om de doorvaart van de schepen toe te laten.
De brug werd herbouwd in 1928 en was de eerste brug in spanbeton in België. Ze werd geschonken door de Amerikaanse staat Ohio ter nagedachtenis aan Slag aan de Schelde. Op de Ohiobrug werden vier beelden van Amerikaanse bizons geplaatst.
De Brug van de Derde Jagers te Voet, in de volksmond Zingembrug genoemd, de brug over de Schelde tussen Zingem en Nederzwalm, is een ander voorbeeld van het strategisch belang van de Schelde in deze provincie Oost-Vlaanderen.
De oude brug over de Schelde werd opgeblazen in de Eerste Wereldoorlog en vervangen door een betonnen boogbrug. De betonnen boogbrug werd op haar beurt vernield tijdens de Tweede Wereldoorlog. Nadien werd een smalle noodbrug gebouwd, die verdween met de huidige brug. De huidige brug dateert van 1970 en kreeg de naam "Brug van de Derde Jagers te Voet".

## Fusie van gemeenten en parochies
Er vond enkele malen een fusie van Belgische gemeenten plaats. De grootste fusiegolf vond plaats op 1 januari 1977. Op die dag werd het aantal Belgische gemeenten, door de samenvoeging van vroeger autonome gemeenten, gereduceerd van 2359 tot 596.
De procedure betekende een aanzienlijke vereenvoudiging voor fusies en grenswijzigingen. In 1964 en in 1969-1970 werden zo reeds een 300-tal gemeenten opgeheven. Het aantal Belgische gemeenten liep terug van 2663 in 1961 tot 2586 in 1965, 2359 in 1971 en ten slotte 596 in 1977 en 589 in 1983.
Meestal koos men voor de naam van de fusiegemeente uit het aanbod van de deelnemende oude gemeenten. Het gevolg hiervan is dat de gekozen deelgemeente meestal als administratief centrum fungeert. Bij sommige fusies werd er om allerlei redenen gekozen voor een nieuwe naam, zoals Zwalm, Kluisbergen en Maarkedal.
Sommige samenvoegingen van gemeentes en parochies in het huidige België dateren van voor 1830.
Op sommige tijdstippen was ook sprake van een kerkelijke fusie, een samengaan van parochies. Deze waren niet altijd op hetzelfde moment van een gemeentelijke fusies, en de uiteindelijke parochie kon zelfs anders zijn dan de fusiegemeente.

### Gemeentelijke fusie 1808
De villa Wijlegem werd in 1040 geschonken aan de Sint-Pietersabdij van Gent, die de streek ontgon.
Het gehucht was eventjes een zelfstandige gemeente tussen 1795 en 1808. Op dat moment werd Wijlegem bij Sint-Denijs-Boekel gevoegd. Het had toen een oppervlakte van 0,89 km² en telde 62 inwoners.

### Kerkelijke fusie 1829
Wijlegem was tot 1829 ook een zelfstandige parochie, waarvan de kapel eerst door de pastoor van Roborst werd bediend en vanaf 1790 door die van Sint-Blasius-Boekel. Tegenwoordig valt het gehucht kerkelijk onder de parochie van Sint-Blasius-Boekel.

### Kerkelijke fusie 1847 en gemeentelijke fusie 1849
De voormalige gemeente Nederzwalm-Hermelgem bestond uit de kernen Nederzwalm, ook wel Allerheiligen genoemd, en Hermelgem. De gemeente ontstond in 1849, toen Nederzwalm en Hermelgem samensmolten, nadat in 1847 ook al de parochies waren samengevoegd.

### Fusies van 1964
Op basis van de Eenheidswet kwam in 1964 de eerste systematische reeks fusies tot stand. Het ging over 110 kleine gemeenten die samengevoegd werden tot 37 nieuwe, grotere gehelen. De meeste van die gemeenten lagen in Wallonië. Deze fusie gaf weinig aanleiding tot weerstand, omdat het meestal om zeer kleine gemeenten ging die financieel nauwelijks nog armslag hadden. Soms voegde men landelijke gemeenten samen (zo bijvoorbeeld Opdorp bij Buggenhout, soms ook kleinere gemeenten bij de aangrenzende stad, zoals bijvoorbeeld de samenvoeging van onder andere Eine, Ename, Nederename, Edelare, Bevere, Leupegem en Volkegem bij Oudenaarde.

### Fusies van 1970 en 1971
Ook de fusies van 1970 en 1971 gebeurden op basis van de Eenheidswet. De fusies van 1970 waren een pak talrijker: er waren 300 gemeenten bij betrokken, die samengevoegd werden tot 95 nieuwe. Opvallend in deze reeks is bijvoorbeeld de fusie van Brugge. Ook kleinere gemeenten werden samengevoegd: bijvoorbeeld de oprichting van de gemeente Brakel door 5 kleinere gemeenten op te heffen.

### Fusies van 1977
De fusiereeksen vóór 1976 waren alles bij elkaar bescheiden in aantal en wekten weinig weerstand. Dat lag helemaal anders bij de fusies die op 1 januari 1977 in werking traden. Daarbij werd het aantal Belgische gemeenten van 2359 tot 596 gereduceerd. De fusie werd op relatief korte tijd doorgedrukt en ging in tegen de wens van veel gemeenten.
Het resultaat van deze fusie is een drastische vermindering van het aantal gemeenten en een aanmerkelijke schaalvergroting, maar niettemin ook een opvallend heterogene aard van de Belgische gemeenten. Een aantal regionale steden zijn min of meer met hun natuurlijke randgemeenten gefuseerd, zoals Gent.
Zwalm is een van de fusiegemeentes die in 1977 ontstond door de fusie van Groot-Munkzwalm en Nederzwalm-Hermelgem, samen goed voor 12 deelgemeentes. Sommige van die deelgemeentes waren voordien reeds een fusie van vroegere gemeentes, zoals Nederzwalm-Hermelgem dat een samensmelting was van halverwege de 19de eeuw van Nederzwalm en Hermelgem. En Groot-Munkzwalm was reeds een fusie van 1971 van 11 deelgemeentes. Deze fusie tot Zwalm bracht een politieke omwenteling teweeg: waar Groot-Munkzwalm voordien een katholieke burgemeester had, werd dat nu een liberale burgemeester. Zwalm werd samen met Brakel en later Oudenaarde deel van een blauw bastion in Zuid-Oost-Vlaanderen.
Een overblijfsel van deze fusie van 1977 van Zwalm zien we nu nog altijd in de postcode: de deelgemeentes van Groot-Munkzwalm hebben 9630 als postcode, terwijl Nederzwalm-Hermelgem de postcode 9636 draagt.
In totaal ontsnapten van de 2359 gemeenten die in 1976 bestonden slechts 92 aan een fusie, onder meer de 19 tweetalige gemeenten van het Brussels Hoofdstedelijk Gewest en een aantal faciliteitengemeenten die omwille van hun taalregeling niet konden fuseren, o.a. Ronse en Vloesberg.
Het gemiddelde aantal inwoners per gemeente steeg op 1 januari 1977 van 4136 naar 16.565, de gemiddelde oppervlakte van 13 naar 52 km².
De schaalvergroting van de fusies van 1977 heeft ertoe bijgedragen dat de gemeenten in België een belangrijk bestuursniveau konden blijven. Tegelijk bemoeilijkt een zekere grilligheid in de gekozen samenvoegingen in een aantal gevallen een efficiënt sociaal, economisch en ruimtelijk beleid.

### 21ste eeuw
Op 1 januari 2019 vond de recentste fusie plaats. De Vlaamse overheid bood gemeenten de mogelijkheid om vrijwillig - en beloond met een financiële compensatie - over te gaan tot fusie. Vooral in Oost-Vlaanderen bleek deze fusieronde een succes, met de creatie van vier nieuwe gemeenten: Aalter (Aalter en Knesselare), Deinze (Deinze en Nevele), Lievegem (Lovendegem, Waarschoot en Zomergem) en Kruisem (Kruishoutem en Zingem).

## Historisch erfgoed

### Werelderfgoed
In 1998 werden drie Oost-Vlaamse begijnhoven opgenomen op de UNESCO Werelderfgoedlijst.
Het betreft de begijnhoven van Gent (Klein Begijnhof) (c), en Sint-Amandsberg (Groot Begijnhof) (a) en Dendermonde (Alexiusbegijnhof).
In het jaar daarop, in 1999, nam de UNESCO ook 5 Oost-Vlaamse belforten op in haar lijst van beschermd erfgoed.
Het betreft de belforten van Aalst, Dendermonde, Eeklo, Gent en Oudenaarde.

### Nationaal erfgoed
Andere belangrijke bezienswaardigheden zijn onder andere:
- De historische middeleeuwse kern van Gent en de twee abdijen die aan de oorsprong van de stad liggen
- De muur van Geraardsbergen met op de top de kapel van Onze-Lieve-Vrouw van Oudenberg
- De Onze-Lieve-Vrouwekerk te Sint-Niklaas
- De dorpskern en Sint-Martinuskerk van het schildersdorp Sint-Martens-Latem
- Het Gravensteen te Gent
- Het Slot van Laarne
- Het Egmontkasteel

### Musea
Bekende musea in Oost-Vlaanderen zijn onder andere:
- Het Stedelijk Museum voor Actuele Kunst (SMAK) te Gent
- Het Design Museum Gent
- Het Museum voor Schone Kunsten te Gent
- Het Stadsmuseum Gent
- Het Museum van Deinze en de Leiestreek te Deinze
- Het Mercatormuseum te Sint-Niklaas
- Het Centrum Ronde van Vlaanderen te Oudenaarde
- Het Canada War Museum te Adegem
- Het Museum Dhondt-Dhaenens te Deurle
- Het Provinciaal Archeologisch Museum te Ename
- Het Schoenenmuseum SONS te Kruishoutem
- De Egmontkamer te Zottegem
- Het Provinciaal Archeocentrum Velzeke te Velzeke-Ruddershove